# Tomáš Zdechovský
Tomáš Zdechovský (2 de noviembre de 1979) es un gestor de crisis checo, poeta, escritor, periodista y político. En 2014 fue elegido diputado del Parlamento Europeo. De 2014 a 2019 fue uno de los miembros de la Comisión de Control Presupuestario (CONT), Comisión de Libertades Civiles (LIBE), Justicia y Asuntos de Interior y Delegación para las Relaciones con la República Popular China (D-CN).  Fue reelegido en mayo de 2014 y es miembro de la Comisión de Control Presupuestario (CONT) y Comisión de Empleo y Asuntos Sociales (EMPL).
El 2 de diciembre de 2019 anunció su intención de postularse para presidente de KDU-ČSL. Sin embargo, en una conferencia del partido retiró su candidatura y finalmente fue elegido vicepresidente de KDU-ČSL.

## La acción en el Parlamento Europeo
Está involucrado en el caso Michalák, condena las prácticas del servicio de protección infantil noruego, Barnevernet, e intenta cambiar el funcionamiento de esta agencia noruega. También es el autor de la introducción del libro Stolen Childhood: The truth about Norway's child welfare system (Infancia robada: La verdad sobre el sistema de bienestar infantil de Noruega). El libro fue publicado en 2019 y trata del tema de quitar a los niños de sus padres por parte del servicio noruego de protección infantil Barnevernet, las causas de la gran influencia de esta institución y las razones de las frecuentes críticas de Barnevernet por violaciones de derechos humanos.
Tomáš Zdechovský también ha commentado varias veces sobre la crisis migratoria europea y en julio de 2015 visitó un par de campos de refugiados en Sicilia. Según su opinión, la mayoría de las personas en los campos de refugiados de la zona son en realidad inmigrantes económicos. Sin embargo, su crítica se dirige también a Grecia, que según sus palabras ha descuidado los controles en las fronteras y el registro de los recién llegados.
También participa en los esfuerzos por la liberación del misionero checo falsamente acusado de espionaje que fue encarcelado en Sudán.
Tomáš Zdechovský es el adversario del cambio de horario y se unió a la iniciativa europea ‘For Only One Time’, que quiere implementar un solo horario.